# Cales Louima
Cales Louima (Puerto Príncipe, 12 de diciembre de 1993) es un cantautor y productor de música cristiana; escritor y conferencista haitiano.
Ha obtenido diversos premios como cantante y compositor, en República Dominicana, donde reside, y nominaciones a premios internacionales como productor y arreglista, entre otros renglones. Canciones como “Amarte igual”, “Cielo y tierra”, “Admirable y fiel”, “Quiero ver tu gloria” y “Aquí estoy”, entre otras, han tenido un gran recibimiento dentro de la música cristiana a escala nacional e internacional.[cita requerida]

## Trayectoria
Nacido el 12 de octubre de 1993 en Puerto Príncipe y radicado en República Dominicana desde el año 2010, Cales Louima comenzó a componer desde los 17 años, al descubrir su pasión por cantar y escribir canciones. “Eres incomparable”, su primer corte promocional, vio la luz pública en 2014.
El 7 de enero del año 2017, lanzó su primera producción compuesta de nueve temas bajo el título de Excelso. Temas como “Quiero ver tu gloria”, “En todo tiempo”, “Cielos abiertos”, entre otros, calaron dentro del gusto del pueblo y en diferentes emisoras radiales.
En 2020, su primer EP titulado Atmósfera, 3 canciones y 2 intervenciones especiales. En este proyecto, se encuentra el sencillo más popular del artista, titulado “Amarte Igual”. Diseño, Existencia y Origen (2021). Temas: 10 canciones, “Siempre Conmigo”, un testimonio que combina la teología y el arte musical.
Salmos Volumen 1, fue su trabajo discográfico lanzado en 2022, con 6 canciones en colaboración, de las que destacan "Viviré" y "El León", y "En tu eternidad", una colaboración con la cantante Any Puello. Continuó al siguiente año con Salmos Volumen 2, incluyendo los sencillos "Talita Cumi", "Bendeciré" junto a Isabelle Valdez, y "Amarte Igual/La Bondad de Dios". En ese año, participó del concierto aniversario de Raquel Amparo, en compañía de Heaven Worship y René González como artistas invitados. Ese mismo año, formó parte del jurado evaluador del evento "The Chosen", compartiendo funciones con Alex Campos, Any Puello, Johan Paulino y Esther Barranco. Recibió también, por primera vez, un Premio AMCL como Vocalista Masculino del año, juntamente con Nancy Amancio y Majo y Dan.
En 2024, colaboró con el grupo World Worship en el sencillo "Unción en el aire". En junio del mismo año, formó parte de la gira de Lilly Goodman en Perú, participando en varios conciertos. Fue considerado en 4 categorías de los Premios El Galardón, siendo uno de los artistas más nominados de esta ceremonia. Cerró este año con un concierto en Gran Arena del Cibao, junto a Rosa Karina, Natan el Profeta, Lizzy Parra y World Worship como artistas invitados.
En 2025, colaboró nuevamente junto a Rosa Karina para la versión en vivo de la canción “Tú Eres Mi Hijo”. A su vez, lanzó su álbum Un Dia A La Vez, que incluyó nuevas canciones y una versión de «Amarte Igual», con unas palabras finales de Laura Chimaras. 

## Discografía
- Excelso (2018)

- Atmósfera (2020)

- Diseño, Existencia y Origen (2021)

- Salmos Volumen 1 (2022)

- Salmos Volumen 2 (2023)
- Un Dia A La Vez (2025)

### Sencillos
- "Amarte Igual"

- "Unción en el Aire" en colaboración con World Worship [24]

- "Sucederá" (junto a Grupo Grace y Matty Martínez) [25]

- "LIBRE (Versión en español)" - Alex Campos ft. Cales Louima [26]

- "Bendeciré" featuring Isabel Valdez

- "Quiébrame" - Lizzy Parra ft. Cales Louima y Alex Zurdo [27]

- "En Todo Tiempo" (junto a Natan el Profeta) [28]

## Reconocimientos
- 2017: Cantante Revelación - Premios El Galardón

- 2019: Cantante Masculino del año - Premios El Galardón [29]
- 2022: Vocalista Masculino del año - Premios AMCL

- 2023: Compositor del año - Premios El Galardón [30]

- 2024: Cantante Masculino del año; Vídeo Musical del año por "Gratitud" [31]

## Libros
- 2023: "Más Allá del Arte" [32]